# إنكي
إنكي هو أحد أهم الآلهة في الأساطير السومرية، والذي عُرِفَ فيما بعد باسم إئا أو إيا في الأساطير الأكادية والبابلية. بُدِئَت عبادته بوصفه الراعي الأكبر لإريدو في سومر، ثم انتشرت عبادته في جميع أنحاء بلاد الرافدين، وتعدتها إلى بلاد الحثيين والحوريين. كان إله الحِرَف والمِهَن والصَّنْعات والاختراعات (جَشَم)، والذكاء والحكمة (جِسْتو، وتعني حرفياً «الأذن»، وهذه علاقة قديمة بين السمع والفهم)، وهو إله المياه العذبة والخصوبة، والخَلْق (نوديمّود : نو، شبه، ديم مود، يحمل، أي «حامل الشبه»، وهو الإنسان، وهذا أصل قديم للمفهوم الديني في الأديان الإبراهيمية عن أن الإنسان خُلِقَ على صورة الرب)، أي خالق الروح والجسد، وهو الشافي المعافي من الأمراض (إله الدواء)، وهو محيي الموتى، وحامي الحضارة البشرية والوجود الإنساني. الرقم المقدس الخاص باسمه هو "40".

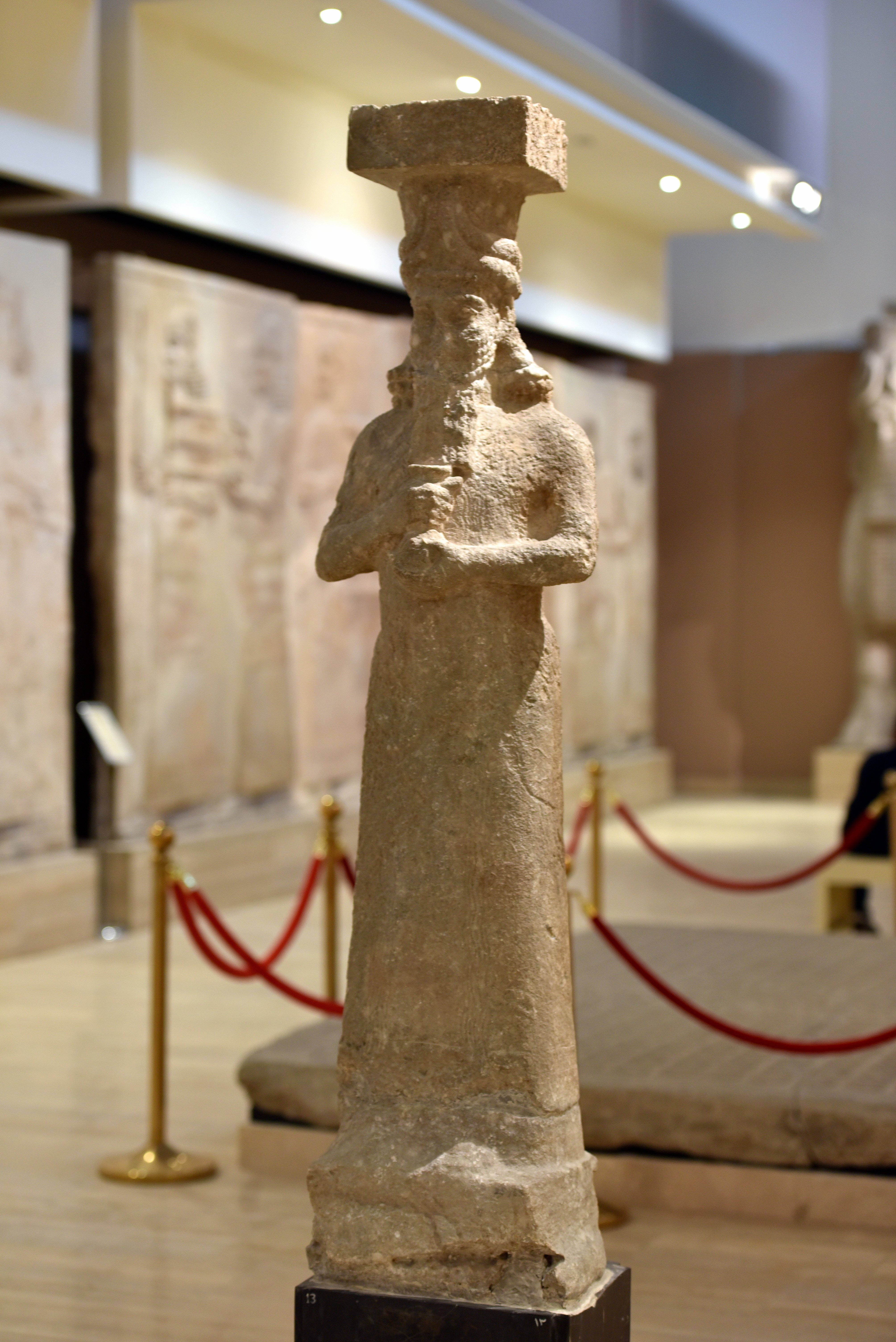
تمثال الإله إيا (السومري:إنكي) في المتحف العراقي

من غير المعروف بالضبط المعنى الحقيقي للاسم، ولكن الترجمة الأكثر شيوعاً هي «رب الأرض»: حيث أن «إن» السومرية تُرْجِمَتْ كلقب يعادل معنى «رب» أو راعي؛ «كي» تعني «الأرض»؛ ولكن هناك نظريات أخرى تقول بأن كي في هذا الاسم تعود لأصل آخر، ربما كور بمعنى «تلة»، ولكن المعنى الأول أقوى.

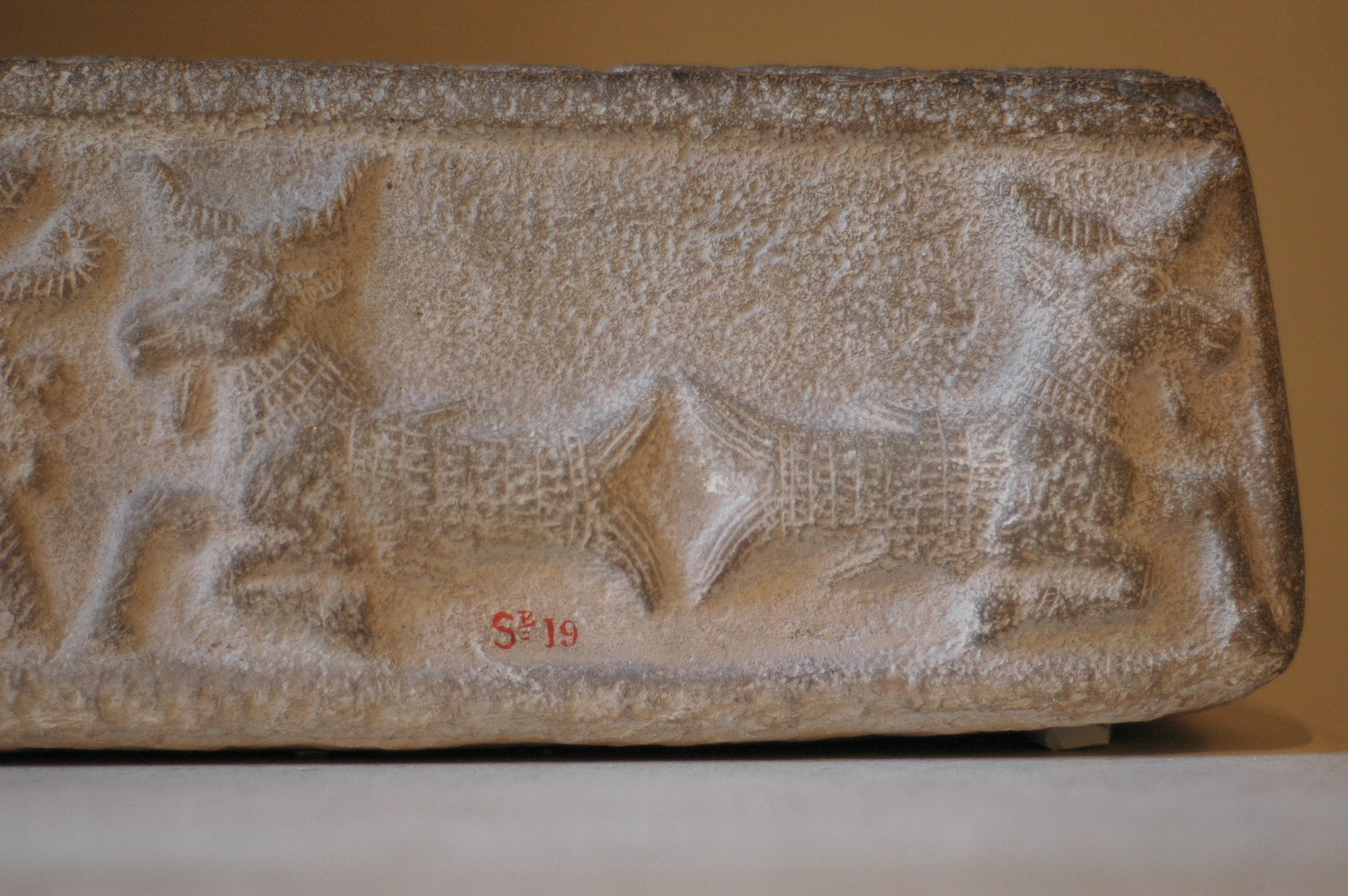
الماعز السمكية: يعتقد أنها تجسيد لرب الحياة على الأرض وفي المياه العذبة، أو شلالات المياه العذبة الساقطة بقوة، ويعتقَد أنها تدل على منطقة الرب إيا إله الحياة. وهو تفصيل من حوض طقسي للعبادة عثر عليه في سوسة، تعود للفترة العيلامية الوسيطة

أما اسم «إيا» فمنهم من يزعم بأنه من أصل حوري، بينما ادّعى آخرون  أنها ربما تكون من أصل سامي وربما يكون قد اشتُقَّت من الجذر «حيّ» وتعني «الحياة»، بمعنى «نبع الماء»، وهذا ما يفسّر وصفه بأنه ينبوع المعرفة السرية والسحرية للحياة والخلود. تعني «إي-ئا» بالسومرية «بيت الماء»، وقد أشير إلى أنه كان الاسم الأصلي للمزار المقدس للإله في إريدو، الموطن الأصلي للرب الراعي إنكي.

رمز برج الجدي، وأصله من الجدي المائي (سُخُر.ماش بالسومرية)، أحد رموز إنكي السومري

كان السومريون يعتقدون أن إنكي فرض النظام في العالم، فملأ الأنهار بالأسماك، وعلّم البشر الزراعة.
وشملت رموز إنكي أشكال بعض الحيوانات، مثل الماعز والسمك، وتمّ دمج هذين الكائنين ضمن كائن أسطوري نصفه الأمامي يحمل رأس ماعز ورجليه الأماميتين، ونصفه الأخير هو ذيل سمكة، وسُمِّيَ بـ«عنزة الماء»، تم تطويره في العهد البابلي إلى اسم «الجدي»، وتم وسم اسمه على كوكبة برج فلكي في قبة السماء، هو برج الجدي، ويعود تاريخ تلك التسمية إلى ما قبل /1000/ ق.م. تم ذكره في مدونات بابلية فلكية تحت اسم «سُخُر.ماش». ومن ثمّ انتقل الرمز والاسم إلى تسمية مدار الجدي في النصف الجنوبي من الكرة الأرضية وربطه مع الانقلاب الشتوي لأنه كان يحدث في زمن برج الجدي في الشتاء (مع العلم أن التسمية الحالية لمدار الجدي أصبحت خاطئة مع الزمن، لأن الانقلاب الشتوي قد تغير وقته من برج الجدي إلى برج القوس خلال الألفي سنة الماضية). كل تلك الرموز والأسماء تعود بأصلها الأول إلى أحد رموز إنكي السومري.
هناك أكثر من فكرة ورأي عن إنكي وعن علاقته بالأديان الإبراهيمية اللاحقة، فيرجح البعض فكرة أن إله العبرانيين «يهوه» يستند في كثير من صفاته إلى إنكي، بينما يعارض آخرون بأن وجود معظم صفات الألوهية في إنكي القديم لا يدل بالضرورة على التأثير بصورة الإله الواحد «الله» في الأديان الإبراهيمية اللاحقة به، ويجد فريق ثالث أن هذه الصفات هي سلسلة واحدة مستمرة منذ القدم، تطورت وتجمعت من آلهة متعددة يحمل كل منها صفة أو أكثر، إلى إله واحد يحمل كل صفات الألوهية والربوبية، وهناك وجهة نظر رابعة ترى تلك الآلهة القديمة ليست أكثر من مفهوم الملائكة في الأديان الإبراهيمية (ملاك الموت، ملاك الوحي...الخ) تتبع جميعها لإله واحد أكبر.

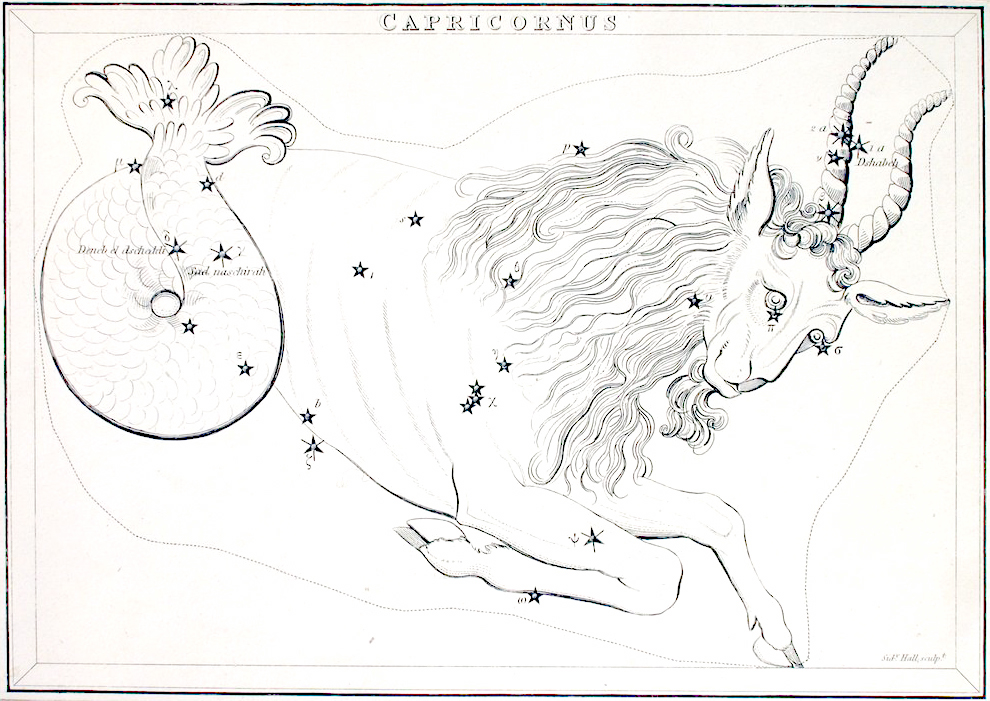
تصوير يعود لبدايات القرن التاسع عشر، يظهر الرابط بين نجوم برج الجدي، مع عنزة الماء، المذكور في المدونات البابلية منذ أقدم من سنة /1000/ ق.م.

## أساطير إنكي
يدخل إنكي في أساطير عديدة، ولكن قد تكون أهمها ما يلي:
- إنكي ونينحورساغ: أسطورة الجنة السومرية
- إنكي ونينمه: خلق الإنسان
- إنكي وإنانّا: تنظيم الأرض، بناء الثقافة، فنون حضارة إريدو، معاملات أوروك
- إنكي وإريدو: نيفور (نيبور)

## العبادة
أُطلق على معبد إنكي الرئيسي اسم إي-أبزو الذي يعني «معبد أبزو» (وأيضًا اسم إي-إن-غور-إيه الذي يعني «بيت المياه الجوفية») وهو معبد زقورة محاط بأهوار الفرات بالقرب من ساحل الخليج العربي القديم في مدينة إريدو. كان هذا أول معبد معروف بُنيَ في جنوب العراق. أظهرت أربع عمليات تنقيب منفصلة في موقع إريدو وجود ضريح يعود تاريخه إلى فترة العبيد الأقدم، منذ أكثر من 6500 عام. على مدى السنوات 4500 التالية، وُسِّع المعبد 18 مرة، حتى هُجر خلال الحقبة الفارسية. وعلى هذا الأساس، افترض تويكيل ياغوبسين  أن الإله المعبود الأصلي للمعبد هو أبزو، وقد تحصّل إنكي على قدراته لاحقًا على مر الزمن. ويعتقد بي. شتاينكيلر أنه خلال الفترة الأولى، كان إنكي تابعًا لإحدى الإلهات (ربما ننهورساج)، إذ شغل دور القرين الإلهي أو الكاهن الأعلى، ليحظى لاحقًا بالأولوية. ثمّة بركة من الماء العذب عند مدخل معبد إنكي، وقد عثرت أعمال التنقيب على العديد من عظام أسماك الشبوط، ما يشير إلى إقامة الولائم الجماعية. يظهر سمك الشبوط في النهرين التوأمين مصطدمًا مع الإله اللاحق إنكي، ما يشير إلى استمرارية سمات الحياة هذه على مدى فترة طويلة جدًا. وُجِدت هذه السمات في كل المعابد السومرية اللاحقة، ما يشير إلى أن هذا المعبد قد وضع حجر الأساس لنمط جميع المعابد السومرية اللاحقة «جميع القواعد التي وضعت في إريدو قد التُزِم بها بأمانة».

## علم دراسة الأيقونات
كان إنكي حارس القوى الإلهية المُسمّاة مي، التي تعني هدايا الحضارة. يظهر غالبًا مع تاج الأُلُوهِيّة الأقرن.
على ختم آدا الاسطواني، صُوِّر إنكي مع نهرين يتدفقان إلى كتفيه: أحدهما دجلة والآخر الفرات. إلى جانبه تُوجد شجرتان ترمزان إلى عناصر الطبيعة المذكرة والمؤنثة. يظهر مرتديًا تنورة مموجة وقبعة مخروطية الشكل. يهبط نسر من الأعلى ليحط على ذراعه الأيمن الممدود. تعكس هذه الصورة دور إنكي كإله الماء والحياة والتجديد.
باعتباره المبدع الرئيسي للكون وإله الحكمة وكل السحر، وُصِف إنكي بكونه لورد الأبزو (أبسو بالآكادية) بحر المياه العذبة أو المياه الجوفية الموجودة ضمن الأرض. في الملحمة البابلية اللاحقة «إنوما إليش»، كان أبزو «منجب الآلهة» خاملًا وهادئًا، لكن يتعكر صفاءه من قِبل الآلهة الأصغر سنًا، لذلك يخطط لتدميرهم. حفيده إنكي، الذي اختير لتمثيل الآلهة الشابة، يلقي تعويذة على أبزو «تُذهبه في نوم عميق» وبالتالي يحجزه تحت الأرض. شيّد إنكي بعد ذلك منزله «في أعماق الأبزو». وهكذا يتولى إنكي جميع وظائف الأبزو، بما في ذلك صلاحياته المخصِّبة كرب المياه ورب المني.
تذكر النقوش الملكية القديمة من الألفية الثالثة قبل الميلاد «قصب إنكي». شكّل القصب مادة بناء محلية هامة استُخدمت في صناعة السلال والأواني، وجُمِع من خارج أسوار المدينة حيثما غالبًا ما كان يُحمل الموتى أو المرضى. يربط هذا الأمر إنكي بالكور أو العالم السفلي في الأساطير السومريّة. وفي رواية أقدم، نامو، إلهة مادة الخلق في أول الزمان والإلهة الأم التي صُوِّرت على أنها «ولدت الآلهة العظيمة»، كانت والدة إنكي، وكما قوة الخلق المائية، قيل إنها قد سبقت وجود إيا-إنكي. يصرّح بينيتو «يمثل إنكي تغييرًا مثيرًا للرمزية الجنسية، والعنصر المخصِّب هو المياه أيضًا، بالسومرية «إيه a» أو «إيب Ab» يعني أيضًا «المني». ضمن إحدى المقاطع المذكورة في التراتيل السومرية، يقف إنكي عند مجاري الأنهار الفارغة ويملؤها (بمياهه)».

## علم الأساطير

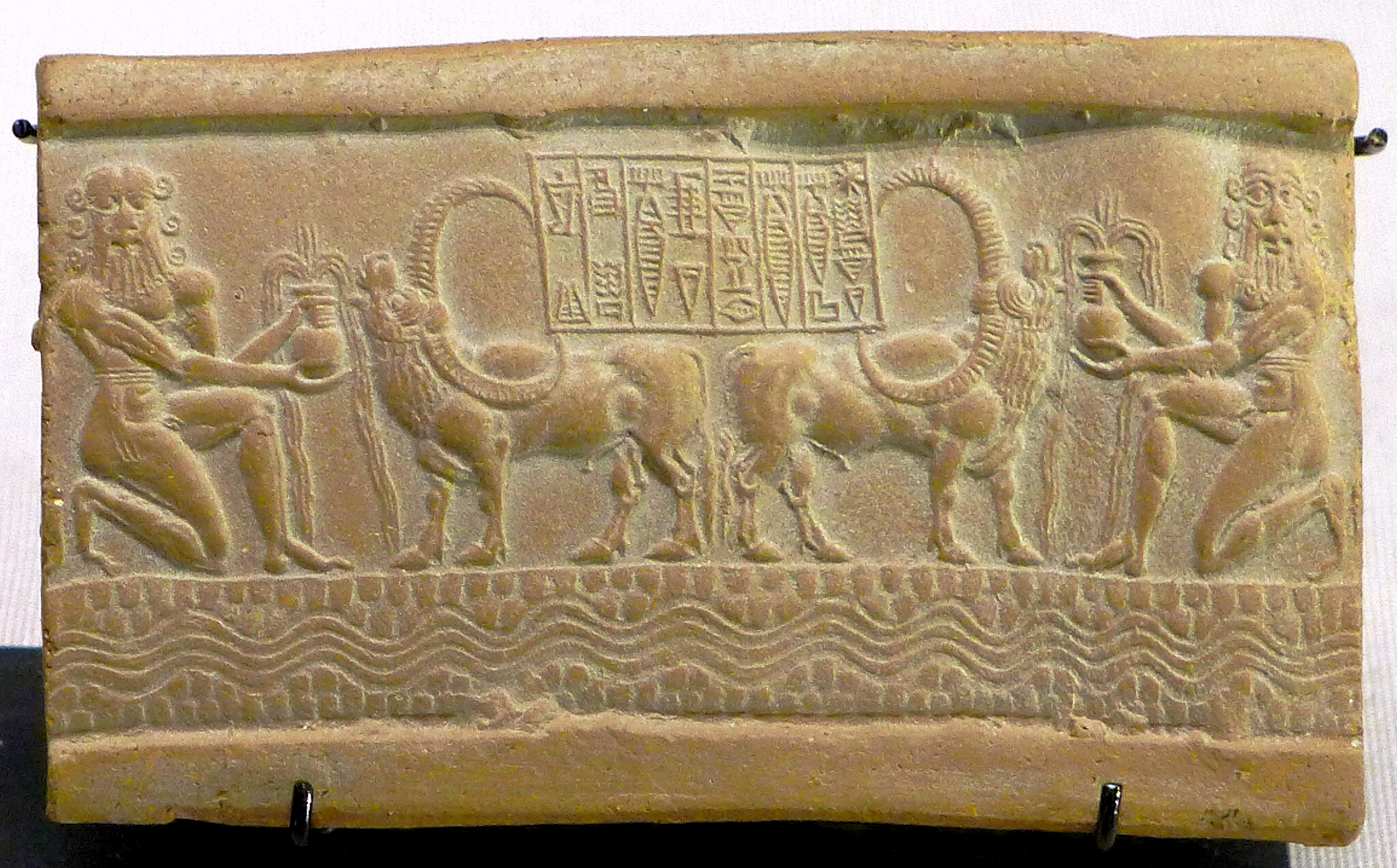
طبع على الطين لختم اسطواني أكدي منقوش عليه عبارة: "المقدس شر-كالي-شري، أمير أكد، وابن شروم، الكاتب خادمه المخلص".شر-كالي-شري هو احد ملوك أكد في وادي الرافدين -العراق حاليا- وحكم في حوالي ٢١٠٠ قبل الميلاد ولمدة ٢٥ سنة. اما "شروم" فقد يكون إسما اخر الى "أرام-سين" الامبراطور الاكدي المشهور.

### الطوفان
في النسخة السومرية من أسطورة الطوفان القديمة، كانت أسباب الطوفان وأسباب بقاء البطل حيًا غير معروفة نتيجة أن بداية اللوح الذي يصف القصة قد دُمِّرت. ومع ذلك، ذكر صموئيل نوح كريمر أنه من الممكن استنتاج بشكل محتمل وعقلاني أن البطل زيوسودرا يتمكن من البقاء على قيد الحياة بمساعدة إنكي لأن ذلك هو ما يحدث في النُسخ اللاحقة الأكادية والبابلية من القصة.
في أسطورة أترا هاسس اللاحقة، فإن إنليل -ملك الآلهة- يخطط لمحو الجنس البشري الذي يعكر ضجيجه صفوَ راحته. يرسل تباعًا الجفاف والقَحْط والوباء للقضاء على البشرية، لكن إنكي يحبط خطط أخيه غير الشقيق بتعليم أترا هاسس كيفية مواجهة هذه التهديدات. في كل مرة، يطلب أترا هاسس من السكان التخلي عن عبادة جميع الآلهة باستثناء الإله المسؤول عن الكارثة، ويبدو أن هذا يحرج ذلك الإله ويحثه على التراخي والليونة. والبشر بالمقابل يتكاثرون للمرة الرابعة. يدعو إنليل مستشيطًا غضبًا لعقد مجلس الآلهة ويجبرهم على التعهد بعدم إخبار البشرية بأنه يخطط لإبادتهم بالكامل. لا يخبر إنكي أترا هاسس بشكل مباشر، إنما يتحدث إليه سرًا عبر جدارٍ مسحور. يأمر أترا هاسس ببناء زورقًا لكي ينقذ أسرته ومخلوقات حيّة أخرى من الطوفان القادم. بعد الطوفان الذي استمر سبعة أيام، يطلق بطل الطوفان طائر سنونو وغراب وحمامة في محاولة منه لمعرفة فيما إذا كانت مياه الطوفان قد انحسرت أم لا. عند رسو السفينة على اليابسة، تُذبح أضحية قربانًا للآلهة. يغضب إنليل من إحباط رغبته مرة أخرى، ويُتَّهم إنكي بأنه المجرم. يوضح إنكي أن إنليل غير عادل بمعاقبة الأبرياء، وأن الآلهة تتخذ تدابير لضمان عدم اكتظاظ البشرية في المستقبل أكثر مما ينبغي. هذه واحدة من أقدم الخرافات الشرق أوسطية الباقية حول الطوفان.

### إنكي ومخلوق (الكور)
في أقدم نسخة باقية من أسطورة ذبح الكور، إنكي هو البطل المسؤول عن قتل كور. لسوء الحظ، هذه الأسطورة مجزأة ومتناثرة بشكل كبير، والشيء القليل المعروف عنها مستمد فقط من الاستهلال في بداية القصيدة الملحمية «جلجامش وإنكيدو والعالم السفلي». في نسخ لاحقة من هذه الأسطورة، يكون البطل إما نينورتا أو إنانا.
استنادًا إلى القليل المتبقي من الرواية، يبدو أن الأسطورة تبدأ باختطاف الكور للإلهة ارشكيجال ويسحبها إلى العالم السفلي. ينطلق إنكي على متن قارب لمهاجمة الكور والانتقام لاختطاف ارشكيجال. ويُوصف الكور بأنه يدافع عن نفسه باستخدام عاصفة من البَرَد بجميع الأحجام ويهاجم إنكي مستخدمًا المياه الموجودة تحت القارب. لا تخبرنا هذي الرواية هوية الفائز في المعركة على الإطلاق، ولكن من الممكن الافتراض أن إنكي هو المنتصر النهائي.

## إيا والآلهة الساميّة الغربية
في عام 1964، أجرى فريق من علماء الآثار الإيطاليين تحت إشراف باولو ماتييه من جامعة روما سابينزا سلسلةً من أعمال التنقيب عن المواد في مدينة إبلا من الألفية الثالثة قبل الميلاد. كثير من المواد المكتوبة التي وُجدت في مواقع التنقيب تُرجِمت في وقت لاحق من قبل جوفاني بيتيناتو.
من ضمن استنتاجات أخرى، اكتُشف وجود نزعة بين سكان إبلا بعد عهد سرجون الأكدي إلى استبدال اسم إيل، ملك آلهة ديانات الكنعانييين الفينيقيين (ذُكر بأسماء أخرى مثل ميكائيل وإسماعيل)، بالاسم إيا (Ia) (ميكايا، إيشمايا).
اقترح جان بوتيرو (1952) وآخرون أن إيا (Ia) في هذه الحالة هي طريقة ساميّة غربية (كنعانية) للفظ إييا Ea))، وهو اسم أكادي لإنكي يربط بين لفظ اسم الإله يهوه (Yahu) بالكنعانية، وفي نهاية المطاف يَهْوَهْ (YHWH) بالعبرية. ما يزال بعض العلماء متشككين حول النظرية ويشرحون كيف يمكن أن يكون قد أسيء تفسيرها.
شبّه ويليام هالو إيا أيضًا بالإله الأوغاريتي يم (البحر)، (ويسمى أيضًا حاكم النهر) الذي كان اسمه السابق في مصدر قديم واحد على الأقل ياو، أو ياء.